# Crkva svete Margarete Margečan
Crkva Svete Margarete nalazi se u župi Svete Margarete Margečan u Varaždinskoj biskupiji.

## Prvi spomen crkve
U arhivskim spisima župna crkva Svete Margarete prvi put je spomenuta 1431. godine. Bilo je to tek usputno spominjanje, ali sasvim dovoljno za saznanje da je te godine na ovom mjestu stajala crkva. Zagrebački je kaptol, naime, u toj ispravi od 6. lipnja 1431. izvjestio bana Hermana Celjskog da je, prema banovoj zapovijedi, utvrdio međe posjeda Gotalovec Jakoba Gotala. Obilazeći redom granice posjeda, kaptolski izaslanik kanonik magister Antun Karduš iz Olimja i banov povjerenik Benedikt Komorski (Bedeković) utvrdili su kako su »prešavši vrh Huma i spustivši se u Lipno korito naišli na stazu koja vodi od Gotalovca prema crkvi Svete Margarete pod tvrđavom Bela«. Međutim, sasvim je vjerojatno da je crkva Svete Margarete starija od ove 1431. godine.

## Današnji izgled
Crkva je mnogo puta kroz povijest obnavljana i preuređivana. Današnji izgled zadobila je u 19. i 20. stoljeću.

### Novi zvonik
U župnoj spomenici zapisano je: »Na Margetinje 1880. godine položen bi svečanim načinom u 11 sati prije podneva temeljni kamen novom tornju. U izdubinu temeljnog kamena položena bi potpisana uspomenica sljedećeg sadržaja: Za vladanja Njegova Veličanstva Franje Josipa I. cara austrijskoga, slavenskoga, hrvatskoga itd. itd., za vladanja Svetog Oca pape Lava trinaestoga, za banovanja preuzvišenoga gospodina Ladislava grofa Pejačevića Virovitičkoga, za biskupovanja uzoritoga gospodina stožernika i nadbiskupa zagrebačkog Josipa Mihalovića, za županovanja velikog župana i kraljevskog dvorskoga savjetnika presvietloga gospodina Ognjeslava Utješinovića Ostrožinskoga, za pokroviteljstva pokrovitelja župe: preuzvišenoga gospodina Metela baruna Ožegovića Bielskoga i Barlabaševačkog Njegova Veličanstva tajnoga i državnoga savjetnika, presvietloga gospodina grofa Schlippenbacha, veleposjednika, Imbre plem. Josipovića, Vjekoslava plem. Mattačića i gospodje Ane Formacher, vlastelina, za župnikovanja Milana Kučenjaka, podarhiđakona kotara Gornjovaraždinskoga i župnika podbielskoga, za općinskoga načelnika Šandora plem. Barabaša, za crkvenih starješina Petra Črnjaka i Pavla Grđana, pokle bi porušen stari ruševni toranj, stojeći u sredini crkve od zapadne strane, stavljen je temeljni kamen novom tornju župne crkve sv. Margarete djevice i mučenice, kojemu je nacrt izradio kraljevski županijski inžinir gospodin Dragutin Kovačević, a troškove namirila gospoda pokrovitelji sa crkvami župe podbielske, brojeće te godine 3380 krštenih duša, dana trinaestoga srpnja, godine po Kristovu narođenju tisuću osamsto i osamdesete, u prisutnosti gospode pokrovitelja i izaslanika kraljevske podžupanije varaždinske, u nazočnosti obćinskog poglavarstva, mnogih svećenika i množine župljana podbielskih.« Gradnja zvonika dovršena je 1881. U tornju se danas nalazi 5 zvona.

### Novi oltari
Sadašnji oltari u župnoj crkvi – glavni i dva pobočna – podignuti su godine 1884. O njihovom nastanku zapisao je župnik Kučenjak, tada već župnik ivanečki, u spomenicu ovo: Dne 14. srpnja (1884.) počeše se raditi novi oltari u župnoj crkvi i prodikaonica. Sva tri oltara budu načinjena od hrastovog, črešnjevog i kruškovog drva. Drvo za oltare pokloniše župljani, a nješto je poklonio preuzvišeni gospodin barun Metel Ožegović. (...) Oltare i propoviedaonicu načinio je stolar Ivan Peruzzi po nacrtu Hermana Bolléa, ingeniera kod stolne crkve u Zagrebu." Oltari su prebojeni 1964. godine. 

### Slikanje crkve
Župnik Čvek dao je 1902. bojiti i oslikati župnu crkvu te urediti pod. Oslikavanje je bilo povjereno Anti Talatinu, slikaru s otoka Cresa. Pod je popločen keramičkim pločicama iz bedekovčanske Zagorke pod vodstvom Nikole Režeka. (...) On (Čvek) nije opisao ove nove slikarije. Zadovoljio se tek zapisom kako je narod bio veoma zadovoljan izgledom crkve govoreći da »takve više nigdje ne ima«. Godina 1998. Snježani Inkret, akademskoj slikarici iz Biškupca, povjereno oslikavanje je crkvenih svodova.

## Orgulje
Današnje orgulje margečanske crkve datiraju iz 1913. godine i djelo su poznatog slovenskog orguljara Josipa Brandla iz Maribora te se ove orgulje vode kao njegovo 105. djelo. Kakve su orgulje bile u crkvi prije današnjih, nije poznato. Poznato je jedino iz Kanonskih vizitacija da su prije 1884. na koru stajale orgulje od 4 registra. Budući da su te orgulje dotrajale, u listopadu 1884. župnik Ivanuš prihvaća se nabave novih orgulja. Prvi pokušaj bila je nabava orgulja od varaždinskog orguljara Josipa Petera, ali budući da su te orgulje bile pune nedostataka i nedovršene, izbačene su iz crkve 1886. Drugi pokušaj bio je nabava orgulja od Brandla, koji se pokazao veoma pouzdanim jer je između 1895. i 1933. podigao 25 orgulja na području Zagrebačke nadbiskupije. Te orgulje su i dan danas u crkvi.